# ウラベニカスリタテハ
ウラベニカスリタテハ (Hamadryas amphinome) は、タテハチョウ科に分類されるチョウの一種。

## 分布
メキシコからアマゾン盆地にかけて分布する。

## 特徴
開長7.5cm。前翅には大きな白色帯がある。後翅の裏の基部は赤っぽくなる。
二次林で多くみられる。トウダイグサ科ダルシャンピア属の植物を食草とする。